# Prîharivka, Kozelșciîna
Prîharivka (în ucraineană Пригарівка) este localitatea de reședință a comunei Prîharivka din raionul Kozelșciîna, regiunea Poltava, Ucraina.

## Demografie
Componența lingvistică a localității Prîharivka
     Ucraineană (96,85%)
     Rusă (3,15%)
Conform recensământului din 2001, majoritatea populației localității Prîharivka era vorbitoare de ucraineană (96,85%), existând în minoritate și vorbitori de rusă (3,15%).